# Самохвалов, Алексей Григорьевич
Алексей Григорьевич Самохвалов (15 апреля 1961 года, Москва, РСФСР, СССР) — российский медиаменеджер и исследователь электронных средств массовой информации (СМИ), директор Национального исследовательского центра телевидения и радио (НИЦ телерадио).

## Биография
Родился в г. Москве 15 апреля 1961 г. Окончил факультет «Автоматики и вычислительной техники» Московского энергетического института (технический университет МЭИ) в 1983 году, аспирантуру Центрального института повышения квалификации работников Госкомизобретений СССР (1988 г.), прошёл профессиональную переподготовку по специальности « правоведение». Также стажировался на радиостанции «Немецкая волна» (Кельн, 1997 г.), в Европейском институте СМИ (Дюссельдорф, 1999 г.), обучался в Высшей школе по правам человека (Варшава, 2002 г.).
После окончания аспирантуры работал главным редактором научно-информационного бюллетеня «Окно в мир», информационного агентства «Российское право», обозревателем радиостанции «Маяк», консультантом Дирекции информационных программ первого канала (телепрограмма «Время»). С 1991 по 1994 годы- советник Председателя российской государственной телерадиовещательной компании «Останкино» (Егор Яковлев, Игорь Малашенко, Вячеслав Брагин, Александр Николаевич Яковлев).
С 1994 по 1998 годы- советник руководителя (федерального министра) Федеральной службы России по телевидению и радиовещанию (Александр Николаевич Яковлев, Валентин Лазуткин). В период работы советником Председателя РГТРК «Останкино», наряду с другими направлениями деятельности, координировал вопросы распространения телепрограмм первого канала на Украине. В тот же период работал заместителем Генеральных директоров телекомпаний «ВИД» (Владислав Листьев) и РЕН- ТВ (Ирена Лесневская), позднее- внештатным советником председателей ГРК «Голос России» (Армен Оганесян) и МТК «Москва» (Айгар Мисан). В 1994—1997 г.г. по представлению Министерства иностранных дел РФ принимал участие в работе Постоянного комитета Совета Европы по трансграничному вещанию в качестве эксперта.
С 1998 года по настоящее время возглавляет ведущую научно-исследовательскую некоммерческую организацию отрасли «Национальный исследовательский центр телевидения и радио» (НИЦ телерадио), который занимается системными исследованиями отечественных электронных СМИ, сотрудничает с российскими и зарубежными телерадиоорганизациями, проводит конференции, семинары и круглые столы по актуальным проблемам развития отрасли. Возглавляет информационное агентство «ТЕЛЕМИР», Экспертные Советы НИЦ телерадио по проблемам интернет-вещания и проблемам религиозного теле- и радиовещания. С 1991 года Алексей Самохвалов провёл более трёхсот пресс-конференций, связанных с наиболее острыми проблемами развития массовых коммуникаций и защитой прав потребителей информационных услуг, которые широко освещались российскими и зарубежными СМИ[какими?].

## Научная и законотворческая работа
В научно-исследовательской и законотворческой работе уделяет большое внимание проблемам конвергенции телевидения и интернета, использованию систем искусственного интеллекта в массовых коммуникациях, развитию правовой базы информационного общества и использованию компьютерных средств в образовании журналистов. Автор оригинальной концепции использования экспертных систем в процессе обучения работников СМИ. Ведёт преподавательскую деятельность в российских и зарубежных университетах[каких?], профессор Института телевидения и радио. Проводил семинары для работников СМИ по различным аспектам[каким?] профессиональной деятельности в Санкт-Петербурге, Новосибирске , Бишкеке, Минске, Киеве, Одессе, других городах России и пост-советских стран. Читал лекции по проблемам общественно-политической ситуации и развития российских СМИ в качестве приглашённого профессора в Австрии, Великобритании, Германии, Италии, США и Финляндии[где?].
Автор около ста публикаций по проблемам средств массовой информации, включая проблемы трансграничного вещания и права граждан на информацию. Участвовал во многих[каких?] российских и международных конференциях по вопросам деятельности электронных масс-медиа.
За двадцатипятилетний период работы в СМИ подготовил Положение о лицензировании телевизионного и радиовещания в РФ, утверждённое Постановлением Правительства РФ от 07.12.1994 N 1359 [1], послужившее нормативной базой для выдачи лицензий более чем пяти тысячам российских телерадиоорганизаций, Примерный Устав государственных региональных телерадиокомпаниях, проекты межгосударственных договоров о вещании между Россией и Украиной, Россией и Киргизией, Указ Президента РФ от 06.10.95 N 1019 (ред. от 21.01.98) "О совершенствовании телерадиовещания в Российской Федерации", поправки к Европейской конвенции о трансграничном вещании, отдельные уставные документы РГТРК «Останкино», ГРК «Голос России», телекомпаний РЕН-ТВ и ВИД. Один из разработчиков Закона РФ " О рекламе ", изменений в Закон РФ « О средствах массовой информации» в части регулирования телерадивещания, законопроектa "О телевидении и радиовещании" и многих других[каких?] нормативных документов.

## Общественная деятельность
Алексей Самохвалов является председателем общественного Комитета по защите свободы слова на российском телевидении, радио и в интернете, председателем Правления Общества защиты прав потребителей услуг связи и инфокоммуникаций, членом Президиума Евразийский академии телевидения и радио[2], членом Союза журналистов г. Москвы. Эксперт по проблемам свободы слова Организации по безопасности и сотрудничеству в Европе (ОБСЕ, Вена). Награждён "за заслуги перед отечественной журналистикой" памятным знаком Союза журналистов России "300 лет российской прессы" (2003 г.).  Лауреат журналистской премии «Новой газеты» «ВОПРЕКИ»[3], а также национальной премии «ТЕЛЕГРАНД» (2011 г.), [4].
В 2015 году получил широкую известность в СМИ инцидент c обвинением г-ном Самохваловым телеканала Че в пропаганде терроризма:
Личность Че Гевары весьма спорная. Он являлся лидером террористической организации и всю жизнь занимался тем, что устраивал в разных странах государственные перевороты. Получается, что Россия борется с терроризмом <...>, но при этом один из федеральных каналов будет носить имя самого известного в мировой истории террориста. Мы не против появления телеканала для мужчин, но называться он должен как-то по-другому.
Инцидент, вполне предсказуемо, окончился ничем: в названии канала, через 3 года после инцидента, появился восклицательный знак (Че!).

## Публикации
1. Алексей Самохвалов, доклад в сборнике материалов 14-х Потсдамских встреч «Интернет- общество : обетование или заблуждение», стр.78-82, рус./ нем., " Германо-российский Форум ", Берлин , 2012
2. Алексей Самохвалов, статья в журнале «Огонек», https://web.archive.org/web/20150211131307/http://www.ogoniok.com/4923/11/
3. Алексей Самохвалов, Владимир Батуров, статья «Трансграничное телевидение в Европе», стр.102-108, журнал «Международная жизнь», № 10,2004